# Titano (personaggio DC Comics)
Titano, conosciuto anche come Titano il Super Gorilla, è un personaggio immaginario creato da Curt Swan e Otto Binder per la casa editrice DC Comics.
È un enorme gorilla mutante che ha combattuto spesso contro Superman ed occasionalmente anche con il resto della Justice League.

## Biografia
Titano era inizialmente un comune gorilla che viveva nello zoo di Metropolis, di cui era anche l'attrazione principale. Un giorno però un meteorite fatto di kryptonite che cadde dal cielo distrusse lo zoo uccidendo molti degli animali presenti e mandando lo stesso Titano in coma. Lex Luthor, il proprietario dello zoo, decise di salvare la vita al gorilla e lo fece trasferire nel suo palazzo per fornirgli delle cure, ma in realtà lo voleva trasformare in un'arma per poter uccidere Superman. Gli iniettò così della kryptonite nel sangue e in quel momento Titano crebbe in dimensioni diventando un gorilla enorme e raggiungendo un'altezza di 64 metri.

## Poteri e abilità
Essendo un gorilla Titano ha di base una notevole forza fisica che si è moltiplicata con la sua mutazione. La sua forza è diventata sufficientemente grande da poter superare facilmente quelle di personaggi del calibro di Doomsday o dello stesso Superman ed ha anche sviluppato una resistenza sufficiente da poter resistere ai pugni di Superman e perfino ai Raggi Omega di Darkseid. È anche molto agile e veloce nonostante la sua stazza ed è in grado di raggiungere i 140 chilometri orari ed essendo un primate è dotato di una notevole intelligenza seppur non sia sufficientemente alta da permettergli di parlare.
Il potere più noto di Titano è senza dubbio la sua vista laser di kryptonite, ottenuta dopo che Luthor gli ha iniettato nel sangue della kryptonite che ha preso dall'asteroide che colpì lo zoo. Questo potere gli ha permesso di sconfiggere Superman nel loro primo scontro.

## Altri media
- Titano fa il suo debutto in forma animata nella serie Justice League Unlimited. In questa serie è un enorme gorilla di origini aliene dotato di un intelletto sovrumano che è stato per un periodo l'assistente e braccio destro di Gorilla Grodd ma che in seguito ha abbandonato per continuare la propria attività da solo. Viene in seguito reclutato nella Justice League.
  - Nella serie appare anche una versione alternativa del personaggio molto diversa dalla prima in quanto si tratta di un androide creato da Brainiac e diversamente dalla prima versione mantiene la vista laser di kryptonite che lo caratterizza nei fumetti.
- Appare nella serie Batman: The Brave and the Bold come un semplice gorilla gigante che, similmente a King Kong, è stato portato via dalla sua isola natale per essere trasferito a Metropolis come attrazione per uno zoo.
- Appare anche in Justice League Action ed è la versione più somigliante a quella presente nei fumetti